# Capuronia
Capuronia là một chi thực vật có hoa trong họ Lythraceae.

## Loài
Chi này gồm các loài:
- Capuronia benoistii (Leandri) P.E. Berry